# Liste der Baudenkmäler in Pempelfort
Die Liste der Baudenkmäler in Pempelfort enthält die denkmalgeschützten Bauwerke auf dem Gebiet von Düsseldorf-Pempelfort, Stadtbezirk 1, in Nordrhein-Westfalen. Diese Baudenkmäler sind in der Denkmalliste der Stadt Düsseldorf eingetragen; Grundlage für die Aufnahme ist das Denkmalschutzgesetz Nordrhein-Westfalen (DSchG NRW).

## Baudenkmäler
| Bild                                         | Bezeichnung                                           | Lage                                                          | Beschreibung | Bauzeit             | Eingetragen seit   | Denkmal- nummer |
| -------------------------------------------- | ----------------------------------------------------- | ------------------------------------------------------------- | --- | ------------------- | ------------------ | --------------- |
|                                              |                                                       | Arndtstraße 8 Karte                                           | Architekt: Edmund Clar | 1903–1904           | 25. Juli 2005      | A 1542          |
|                                              |                                                       | Arndtstraße 10 Karte                                          | Architekt: Edmund Clar | 1903–1904           | 25. Juli 2005      | A 1541          |
|                                              |                                                       | Arnoldstraße 11 Karte                                         | Architekt: Wilhelm Kordt | 1893                | 23. August 1983    | A 408           |
|                                              |                                                       | Arnoldstraße 15 Karte                                         | Architekt: Wilhelm Kordt | 1892                | 23. August 1983    | A 409           |
|                                              |                                                       | Arnoldstraße 17 Karte                                         | Architekt: Wilhelm Kordt | 1891                | 23. August 1983    | A 410           |
|                                              |                                                       | Arnoldstraße 20 Karte                                         | Ist laut Denkmalliste erbaut von Clemens Mühlenkamp und Architekt Albrecht Bender, wobei das Adressbuch von 1890 den Bauunternehmer und Maurer- und Zimmermeister Clemens Mühlenkamp als Eigentümer aufführt. Ab 1894 titulierte sich Clemens Mühlenkamp auch als Architekt. „Mühlenkamp & Bender“ hatten ihr Baugeschäft in der Arnoldstraße 20,22 und waren zugleich Eigentümer einer Dampf- und Ringofenziegelei mit der Anschrift Lierenfeld 45. | 1899                | 30. November 1983  | A 482           |
| Wohnhaus                                     | Wohnhaus                                              | Arnoldstraße 21a Karte                                        | Erbaut wurde das Wohnhaus durch den Bauunternehmer Clemens Mühlenkamp. Ab 1900 bewohnte die Konzertsängerin Wally Schauseil das Haus, wurde dessen Eigentümerin. Zu ihrer Zeit am Konservatorium von Köln wurde das Haus untervermietet, bis sie es um 1928 an einen Kaufmann Süßkind verkaufte. | 1899                | 23. Februar 1982   | A 16            |
|                                              |                                                       | Arnoldstraße 23 Karte                                         | Bauunternehmer: Clemens Mühlenkamp | 1892                | 23. Februar 1982   | A 17            |
| Wohnhaus                                     | Wohnhaus                                              | Arnoldstraße 24 Karte                                         | Adressbuch Düsseldorf 1890 ist als Eigentümer der Bauunternehmer Clemens Mühlenkamp eingetragen, welcher auch Maurer- und Zimmermeister war. In 1892 hatte er auch die Häuser Arnoldstraße 18 (diese Nr. wird in 1893 zur Nr. 20), 22, 24 und das Eckhaus zur Schäferstraße Nr. 26 fertig gestellt. | 1889                | 18. November 1983  | A 465           |
|                                              |                                                       | Beuthstraße 3 Karte                                           | | 1903–1904           | 23. Februar 1982   | A 25            |
|                                              |                                                       | Blücherstraße 42, 44 Karte                                    | Architekt Ernst Roeting für die die Aders’sche Wohnungsstiftung. | 1893                | 23. Juni 1998      | A 1442          |
| weitere Bilder                               | Jugendhaus                                            | Carl-Mosterts-Platz 1 Karte                                   | | 1952–1954           | 2. Juli 1992       | A 1238          |
| weitere Bilder                               | Bezirksregierung                                      | Cecilienallee 1–2 Karte                                       | | 1907–1911           | 13. Januar 1984    | A 512           |
| Oberlandesgericht                            | Oberlandesgericht                                     | Cecilienallee 3 Karte                                         | | 1907–1910           | 13. Januar 1984    | A 513           |
| Amerikanisches Generalkonsulat in Düsseldorf | Amerikanisches Generalkonsulat in Düsseldorf          | Cecilienallee 5 Karte                                         | | 1954–1955           | 6. April 1990      | A 1204          |
|                                              |                                                       | Duisburger Straße 44 Karte                                    | Architekten: Gust. Hevendahl und Gottfried Wehling | 1891–1899           | 9. November 1992   | A 1248          |
| Wohnhaus                                     | Wohnhaus                                              | Duisburger Straße 81 Karte                                    | Architekten: Tüshaus & von Abbema | 1884                | 25. September 1985 | A 925           |
| weitere Bilder                               | Neue Tonhalle                                         | Ehrenhof 1, Joseph-Beuys-Ufer 20 Karte                        | | 1925–1926           | 23. Juni 1987      | A 1044          |
| weitere Bilder                               | NRW-Forum mit Park                                    | Ehrenhof 2 Karte                                              | | 1925–1926           | 14. April 1986     | A 977           |
| weitere Bilder                               | ehemalig Städtisches Gebäude                          | Ehrenhof 3 Karte                                              | Dieses Gebäude gehörte zu dem Ensemble des Kunstausstellungsgebäudes (Ausstellungspalast, später Kunstpalast), in welchem sich 1902 das Kunstausstellungs-Restaurant zur Industrie- und Gewerbeausstellung Düsseldorf befand. Kunstpalast und Restaurant wurden von 1900 bis 1902 durch das Unternehmen Philipp Holzmann aus Frankfurt am Main erbaut. Eugen Rückgauer war der ausführende Architekt. Im Adressbuch von 1905 wurde das Restaurant des Kunstpalastes, Eigentum der Stadt Düsseldorf, in der Inselstraße ohne Nr. aufgeführt. Seit 1937 Standort des Düsseldorfer Stadtarchivs mit dem Dumont-Lindemann-Archiv von 1947 bis 1972. Das ehemalig Städtische Gebäude wurde durch Public-private-partnership des Kunstpalasts mit der E.ON AG in 2002, Sitz der E.ON Academy. In 2003 bis 2004 wurde es zusammen mit dem Nachbargebäude Scheibenstraße 63 entkernt und die bis dato verbauten historischen Elemente im Inneren wieder freigelegt. Seit 2020 Sitz einer Anwaltskanzelei. | 1900–1901           | 28. Februar 1985   | A 859           |
| weitere Bilder                               | Museum Kunstpalast                                    | Ehrenhof 3a, 4, 4a, 5 Karte                                   | Von 1925 bis 1926 wurde der ehem. Kunstpalast mit Park von 1902 nach Entwürfen des Architekten Wilhelm Kreis umgebaut. | 1925–1926           | 22. November 1982  | A 264           |
|                                              |                                                       | Feldstraße 24 Karte                                           | Baumeister und Bauunternehmer war Christian Hanraets (* 10. April 1838 in Broekhuysen; † 1891) | 1874                | 21. Juni 1993      | A 1263          |
|                                              |                                                       | Feldstraße 49 Karte                                           | | 1885                | 21. Oktober 1993   | A 1267          |
| weitere Bilder                               |                                                       | Franklinstraße 42, 42a, 44a, 44b Karte                        | Architekt der Gebäude mit den damaligen Hausnummern 42, 42a, 44, 44a, 46, 46a und 48 an der Franklinstraße war Otto Frings (Firma „Boldt & Frings“, Uhlandstraße 14). Bauherr und Eigentümer war die „Düsseldorfer Ton- und Ziegelwerke AG“, mit Sitz in der Collenbachstraße 2, gegründet aus der Übernahme von „Boldt & Frings“. | 1903–1904           | 12. Januar 1984    | A 510           |
|                                              |                                                       | Freiligrathstraße 26 Karte                                    | Architekt: Ernst Roeting | 1898–1899           | 9. September 1986  | A 995           |
|                                              |                                                       | Freiligrathstraße 30 Karte                                    | Architekt: Ernst Roeting | 1895–1896           | 24. Juni 1986      | A 986           |
| weitere Bilder                               |                                                       | Gartenstraße 11 Karte                                         | Architekten waren August Boldt & Josef Frings sowie Hans Franzius (1874–1948). Das ehemalige Ärztehaus ist seit 2021 unbewohnt. | 1885–1910           | 18. Dezember 2020  | A 1675          |
| Wohnhaus                                     | Wohnhaus                                              | Gartenstraße 29 Karte                                         | Architekt: Ernst Roeting. Als das Haus gebaut wurde, wohnten zwei Häuser weiter in der Nr. 33 Emilie Preyer, die Witwe des Malers Johann Wilhelm Preyer, und deren Tochter die Malerin Emilie Preyer. | 1890                | 7. Dezember 2005   | A 1544          |
| weitere Bilder                               | Pallas Athene                                         | Hofgartenrampe o. Nr. Karte                                   | Die aus vergoldeter Bronze geschaffene Pallas Athene des Bildhauers Johannes Knubel wurde 1926 zur GeSoLei direkt vor die Tonhalle gestellt. 1933 von den Nationalsozialisten als „entartet“ entfernt, wurde die Pallas Athene nach dem Zweiten Weltkrieg an ihrem heutigen Standort an der Hofgartenrampe, der Auffahrt zur Oberkasseler Brücke, mit Blick auf die Kunstakademie Düsseldorf wieder aufgestellt. | 1926                | 28. April 1994     | A 1294          |
| weitere Bilder                               | Wohnhaus                                              | Inselstraße 16/17 Karte                                       | Architekt: Josef Kleesattel; dient der Stadt Düsseldorf heute als Standesamt | 1897–1898           | 27. September 1982 | A 225           |
| weitere Bilder                               | Wohnhaus                                              | Inselstraße 26 Karte                                          | Architekten: Otto van Els und Bruno Schmitz | 1882                | 19. November 1984  | A 763           |
| weitere Bilder                               | Wohnhaus                                              | Inselstraße 27 Karte                                          | Architekten: Otto van Els und Bruno Schmitz | 1887, 1909–1910     | 27. September 1982 | A 226           |
| weitere Bilder                               | Schloss Jägerhof                                      | Jacobistraße 2 Karte                                          | | 1752–1763           | 16. Mai 1984       | A 596           |
| weitere Bilder                               | Jacobihaus, Malkasten und Park                        | Jacobistraße 6 Karte                                          | Ist das Gesellschaftshaus des Künstlervereins Malkasten mit Parkanlage. Die Entwürfe des alten Malkasten-Hauses, auf dem ehemaligen Anwesen der Familie Jacobi, stammten von Ludwig Blank. Im Zweiten Weltkrieg teils zerstört wurde 1949 ein Teil des „Jakobihaus“ anhand alter Abbildungen nach Plänen der Architekten Helmut Hentrich und Hans Heuser rekonstruiert und der kriegszerstörte Teil des Gebäudekomplexes, das so genannte „Hentrichhaus“, 1959 neu aufgebaut. | 1865–1867           | 19. November 1982  | A 255           |
| weitere Bilder                               | Rheinterrassen                                        | Joseph-Beuys-Ufer 33 Karte                                    | | 1925–1926           | 27. September 1982 | A 221           |
| Rheingärtchen                                | Rheingärtchen                                         | Joseph-Beuys-Ufer o. Nr. Karte                                | | 1927–1928           | 30. März 1993      | A 1257          |
| weitere Bilder                               | Ulanendenkmal                                         | Joseph-Beuys-Ufer o. Nr. Karte                                | | 1929                | 21. April 1994     | A 1290          |
| Hofgärtnerhaus                               | Hofgärtnerhaus                                        | Jägerhofstraße 1 Karte                                        | | 1802                | 16. Mai 1984       | A 597           |
| weitere Bilder                               | Wohnhaus                                              | Jägerhofstraße 20 Karte                                       | | 1908–1909           | 24. April 1985     | A 890           |
| Bürogebäude                                  | Bürogebäude                                           | Jägerhofstraße 21 Karte                                       | | 1957–1958           | 9. Februar 1998    | A 1436          |
| Aluminiumhaus                                | Aluminiumhaus                                         | Jägerhofstraße 29 Karte                                       | | 1952–1953           | 8. April 1997      | A 1417          |
| weitere Bilder                               | Klarissenkloster                                      | Kaiserstraße 40 Karte                                         | | 1861–1865           | 9. Juni 1983       | A 372           |
| weitere Bilder                               | St. Adolfus                                           | Kaiserswerther Straße 60 Karte                                | | 1903, 1911–1913     | 22. April 1985     | A 887           |
| Wohnhaus                                     | Wohnhaus                                              | Kapellstraße 21 (vormals Capellstraße) Karte                  | Architekten waren Boldt & Frings | 1883                | 26. August 1985    | A 915           |
| Wohnhaus                                     | Wohnhaus                                              | Kapellstraße 23 Karte                                         | Baumeister und Bauunternehmer war der gelernte Maurermeister Christian Hanraets (* 10. April 1838 in Broekhuysen; † 1891) | 1874                | 25. September 1985 | A 926           |
| weitere Bilder                               | Wohnhaus                                              | Kapellstraße 38 Karte                                         | Baumeister war der Baurat Hermann Joseph Havenith (* 5. März 1841 in London; † 10. August 1905 in Birstein), ältester Bruder des Malers Hugo Havenith, welcher ein Baugeschäft in Düsseldorf hatte. Ab 1875 wird das Haus im Adreßbuch der Oberbürgermeisterei Düsseldorf aufgeführt, dessen Bewohner der Architekt der Kunstakademie Hermann Riffart war. | 1873                | 18. November 1983  | A 466           |
| weitere Bilder                               | Stadtpalais                                           | Malkastenstraße 1 Karte                                       | Das mit Naturstein erbaute großbürgerliche Palais wurde 1911 vom Architekten Max Wöhler geplant. Die westliche Schaufassade weist zur Jacobistraße. | 1910–1911           | 27. September 1982 | A 236           |
| weitere Bilder                               | Stadtpalais                                           | Malkastenstraße 7 Karte                                       | Architekten: Richard Klein und Richard Dörschel | 1911–1912           | 2. August 1984     | A 687           |
| weitere Bilder                               | Stadtpalais                                           | Malkastenstraße 8 Karte                                       | Diese dreigeschossige und dreiachsige Villa wurde 1911 von Regierungsbaumeister H. Stern errichtet. Die Stuckdecken, Wandvertäfelungen und das komplette Entree sind erhalten. | 1910–1911           | 16. Januar 1989    | A 1174          |
| Stadtpalais                                  | Stadtpalais                                           | Malkastenstraße 9 Karte                                       | Architekt: Hans Franzius | 1911–1912           | 5. März 1984       | A 559           |
| Stadtpalais                                  | Stadtpalais                                           | Malkastenstraße 11 Karte                                      | Das zwischen 1986 und 1988 sanierte Palais wurde im Jahre 1911 gebaut. Der Architekt war Max Wöhler für den Industriellen Ernst Poensgen. | 1910–1911           | 25. Mai 1984       | A 605           |
| weitere Bilder                               | Stadtpalais                                           | Malkastenstraße 15 (ursprünglich Nr. 13) Karte                | Das neubarocke Gebäude wurde von den Nürnberger Architekten Hans Jakober und Paul Mathys für den Chemiker und Industriellen Hugo Henkel errichtet und ist bis heute Sitz der Gerda Henkel Stiftung und zugleich Elternhaus der Stifterin Lisa Maskell (1914–1998) zum Gedenken an ihre Mutter Gerda Henkel (1888–1966). Dominierend an diesem Haus ist das Relief über dem Eingang. 1911 schuf Karl Janssen, Vater von Gerda Henkel, die dekorative Supraporte aus Muschelkalk. Auf dem Architrav des Portals beugen sich drei mit Blütengirlanden spielende Putten dem Besucher zu. | 1910–1911           | 4. April 1984      | A 569           |
| weitere Bilder                               | Stadtpalais                                           | Malkastenstraße 17 Karte                                      | Architekt: Rudolf Brüning. Kriegsschäden erforderten einen Umbau des Giebelbereichs. | 1910–1911           | 5. März 1984       | A 560           |
| weitere Bilder                               | Stadtpalais                                           | Malkastenstraße 19 Karte                                      | Architekten: Krämer und Herold | 1912–1913           | 5. März 1984       | A 561           |
| weitere Bilder                               | Hofgarten                                             | Maximilian-Weyhe-Allee o. Nr. Karte                           | | 1769, 1804, 1811    | 9. März 1998       | A 1437          |
| weitere Bilder                               | Heilig-Geist-Kirche                                   | Moltkestraße 63a Karte                                        | | 1911                | 21. Juni 1993      | A 1265          |
| weitere Bilder                               | Hallenbad                                             | Münsterstraße 13 Karte                                        | | 1900–1902           | 23. Dezember 1997  | A 1433          |
| Feuerwache III                               | Feuerwache III                                        | Münsterstraße 15 Karte                                        | Architekt war der Stadtbaurat Johannes Radke und das Hochbauamt der Stadt Düsseldorf. Das Feuerwehrdepot wurde am 12. Dezember 1911 eröffnet. | 1907–1911           | 28. September 1983 | A 431           |
| BW                                           |                                                       | Parkstraße 60 Karte                                           | | 1899                | 26. April 1993     | A 1262          |
| weitere Bilder                               | Stadtpalais „Niederlassung Sal. Oppenheim jr. & Cie.“ | Pempelforter Straße 11 / Malkastenstraße 21 Karte             | Die Stadt-Villa mit ionischen Säulen vor dem Eingangsportal an der Schauseite zur Pempelforter Straße wurde im Jahre 1912 von Rudolf Brüning an der Ecke zur Malkastenstraße erbaut. | 1912                | 5. März 1984       | A 562           |
| weitere Bilder                               | Kreuzkirche                                           | Pfalzstraße 26, Collenbachstraße 10 Karte                     | | 1906 ff., 1929–1930 | 10. Dezember 1987  | A 1087          |
| Staatsarchiv                                 | Staatsarchiv                                          | Prinz-Georg-Straße 78, Stockkampstraße 35 Karte               | | 1899–1901           | 21. März 1986      | A 836           |
| Wohnhaus                                     | Wohnhaus                                              | Prinz-Georg-Straße 7 Karte                                    | Hochherrschaftliches Wohnhaus auf einem Grundstück, welches bis zur Winkelsfelderstraße durchgeht. Architekt war Thilo Schneider. | 1909–1910           | 27. Juni 1984      | A 642           |
| weitere Bilder                               | Wohnhaus                                              | Prinz-Georg-Straße 9 Karte                                    | Hochherrschaftliches Wohnhaus auf einem Grundstück, welches bis zur Winkelsfelderstraße durchgeht. Architekt war Thilo Schneider. | 1907                | 14. April 1986     | A 978           |
| Wohnhaus                                     | Wohnhaus                                              | Prinz-Georg-Straße 11 Karte                                   | Hochherrschaftliches Wohnhaus auf einem Grundstück durchgehend bis zur Winkelsfelderstraße. Architekt war Peter Hoenigs. | 1906–1907           | 20. August 1985    | A 907           |
| weitere Bilder                               | Wohnhäuser                                            | Prinz-Georg-Straße 94–98, Benedikt-Schmittmann-Straße 4 Karte | Erbaut vom Bauunternehmer und Stuckateurmeister Peter Holz. | 1910–1912           | 3. März 1997       | A 1412          |
| weitere Bilder                               | Wohnhaus                                              | Prinz-Georg-Straße 100 Karte                                  | | 1924                | 29. Juni 1984      | A 644           |
| weitere Bilder                               | St. Rochus                                            | Rochusmarkt 6 Karte                                           | | 1894–1897, 1953     | 30. Mai 1988       | A 1120          |
| weitere Bilder                               | Wohnhaus                                              | Rochusstraße 35 Karte                                         | Der Bau des Eckhauses zur Rosenstraße wurde von Jacob Schweitzer ausgeführt. | 1908–1909           | 7. Mai 2002        | A 1505          |
| Wohnhaus                                     | Wohnhaus                                              | Rosenstraße 19 Karte                                          | Baumeister war der Maurermeister Peter Wies d.Ä. | 1873–1874           | 23. Juni 1987      | A 1046          |
| weitere Bilder                               |                                                       | Scheibenstraße 36 Karte                                       | Architekt Wilhelm Kordt, welcher Anfang des 20. Jahrhunderts das Hatzfeld’sches Palais zum Bankgebäude umgestaltet hatte. | 1901–1903           | 1. September 1983  | A 421           |
|                                              |                                                       | Scheibenstraße 45 Karte                                       | erbaut durch Hermann Niermann, Eigentümer eines Baugeschäfts und einer Dampfziegelei | 1910–1911           | 6. Februar 1995    | A 1337          |
|                                              |                                                       | Scheibenstraße 47 Karte                                       | erbaut durch Hermann Niermann | 1910–1911           | 6. Februar 1995    | A 1337          |
|                                              |                                                       | Scheibenstraße 49 Karte                                       | erbaut durch Hermann Niermann | 1910–1911           | 6. Februar 1995    | A 1337          |
|                                              |                                                       | Scheibenstraße 51 Karte                                       | erbaut durch Hermann Niermann | 1910–1911           | 6. Februar 1995    | A 1337          |
| weitere Bilder                               | Wohnhaus                                              | Scheibenstraße 57 Karte                                       | Architekt: Wilhelm Kordt | 1894–1895           | 28. Oktober 1985   | A 948           |
| weitere Bilder                               |                                                       | Scheibenstraße 63 Karte                                       | Das Ende des 19. Jahrhunderts von dem Maurermeister und Bauunternehmer Hermann Lammerz erbaute Gebäude mit neobarocker Fassade wurde zusammen mit dem Gebäude Ehrenhof 3 von 2003 bis Anfang 2004 entkernt und zur Academy der E.ON AG umgebaut. Die historischen Elemente, wie beispielsweise die ehemalige Kutschendurchfahrt, wo sich auch der Zugang zum Gebäude befindet, wurden freigelegt und rekonstruiert. Zur Anbindung an die ehemalige Hauptverwaltung der E.ON AG in Düsseldorf wurden die rückwärtigen Außenanlagen mit Treppen- und Rampenanlagen neu gestaltet. | 1886                | 28. Februar 1985   | A 860           |
|                                              |                                                       | Schinkelstraße 72 Karte                                       | | 1889                | 20. September 1988 | A 1156          |
|                                              |                                                       | Schinkelstraße 74 Karte                                       | | 1892                | 17. Januar 1989    | A 1171          |
|                                              |                                                       | Schinkelstraße 76 Karte                                       | | 1892                | 17. Januar 1989    | A 1172          |
| weitere Bilder                               | Industriehaus Am Wehrhahn                             | Schirmerstraße 80 Karte                                       | | 1924                | 16. Januar 1985    | A 844           |
| Gefallenenehrenmal                           | Gefallenenehrenmal                                    | Schirmerstraße o. Nr. Karte                                   | | ca. 1920            | 14. Februar 2001   | A 1490          |
| Wohnhaus                                     | Wohnhaus                                              | Schäferstraße 4 Karte                                         | Laut Adressbuch der Stadt Düsseldorf für das Jahr 1893 waren die Grundstücke Nr. 4 bis 22 noch unbebaut. Unter der Nr. 28 befand sich der Zugang zur Städtischen Schlachthalle. In 1894 war Jean Loersch jun. Eigentümer der Häuser Nr. 4, 6 und 8. | ca. 1894            | 2. September 1985  | A 919           |
| Wohnhaus                                     | Wohnhaus                                              | Schäferstraße 8 Karte                                         | Architekt August Holzapfel mit Baugeschäft Holzapfel & Saal, Gartenstraße 53, für den zu Vermögen gekommenen Kaufmann Jean Loersch jun. mit Zigarren-, Wein- und Hopfenhandlung in der Inselstraße. | 1893                | 2. September 1985  | A 920           |
| weitere Bilder                               | Künstler Atelier-Haus                                 | Sittarder Straße 5 Karte                                      | Architekt: Josef Kleesattel | 1907–1908           | 21. Dezember 1992  | A 1254          |
|                                              |                                                       | Vagedesstraße 1/Rochusstraße 56 Karte                         | Verwaltungsgebäude, Architekt: Erich Mattern | 1956–1959           | 29. September 2015 | A 1650          |
|                                              |                                                       | Venloer Straße 4 Karte                                        | Architekt: Heinrich Vehling (1868–1944) | 1903                | 27. September 1982 | A 245           |